# مرکز جایگزین‌های آزمایش روی جانوران
مرکز جایگزین‌های آزمایش روی جانوران دانشگاه جانز هاپکینز (به انگلیسی: Center for Alternatives to Animal Testing) (به اختصار CAAT)، با هدف یافتن شیوه‌های جدید جهت جایگزین سازی بکارگیری حیوانات آزمایشگاهی در پژوهش‌ها، کاهش تعداد حیوانات مورد آزمایش قرار گرفته و بهبود آزمایش‌های ضروری با هدف حذف درد و رنج، از سال ۱۹۸۱ با دانشمندان همکاری نموده است.
CAAT یک مرکز آکادمیک و دانش محور بوده که به دانشکده سلامت عمومی بلومبرگ دانشگاه جانز هاپکینز وابسته می‌باشد.
این مرکز با پشتیبانی از ایجاد، توسعه، معتبرسازی و بکارگیری جایگزین‌های حیوانات در پژوهش، دانش انسانی را ترویج می‌دهد و قصد دارد از طریق همکاری با دانشمندان در صنعت، دولت و تحصیلات تکمیلی برای یافتن راه‌های جدید جایگزین سازی روش‌های حیوانی با روش‌های غیر حیوانی، کاهش تعداد حیوانات لازم یا بهبود روش‌ها به نحوی که برای حیوانات درگیر، کمتر دردناک یا پرتنش باشند، تغییر ایجاد نماید.
CAAT همچنین، altweb که یک انباره جهانی از جایگزین‌های آزمایش‌های حیوانی می‌باشد را اداره نموده و همچنین یک بلاگ خبری عمومی از حیوانات به نام A Bounless Ethic را منتشر می‌نماید.